# Манакін-червононіг перуанський
Манакін-червононіг перуанський (Chiroxiphia boliviana) — вид горобцеподібних птахів родини манакінових (Pipridae).

## Поширення
Вид поширений в екорегіоні Юнга на східному передгір'ї Анд в Перу та Болівії. Мешкає
у низькогірних тропічних і субтропічних вологих лісах і горах на висоті від 600 до 2200 метрів над рівнем моря.

## Опис
Птах завдовжки 13 см. Ноги фіолетові. Самець дуже нагадує Chiroxiphia pareola з його класичною блакитною спиною, але без довгого центрального хвостового пір'я, характерного для інших видів роду. У нього надзвичайно довгий хвіст, темно-червона корона і темні лапки. Самиця однорідна зеленувата і досить непомітна.

## Спосіб життя
Він харчується плодами, яких шукає в нижніх і середніх ярусах лісах.